# 蘇利亞季奇
49°12′13″N 24°7′38″E / 49.20361°N 24.12722°E
蘇利亞季奇（烏克蘭語：Сулятичі），是烏克蘭西部的村莊，隸屬利維夫州的斯特雷區。該村處於斯維恰河和尼奇奇河畔，面積2.59平方公里，海拔高度269米，2001年人口593。